# Заболотский сельсовет (Могилёвская область)
Заболотский сельсовет — упразднённая административная единица на территории Мстиславского района Могилёвской области Белоруссии.

## Состав
Заболотский сельсовет включал 12 населённых пунктов:
- Бесковка — деревня.
- Васильково — деревня.
- Волковка — деревня.
- Заболотье — деревня.
- Карписоновка — деревня.
- Лыкинка — деревня.
- Михайлово — деревня.
- Петрыги — деревня.
- Прибережье — деревня.
- Ракитенка — деревня.
- Черная Сосна — деревня.
- Юшковичи — деревня.